# Omphalucha indeflexa
Omphalucha indeflexa är en fjärilsart som beskrevs av Louis Beethoven Prout 1922. Omphalucha indeflexa ingår i släktet Omphalucha och familjen mätare. Inga underarter finns listade i Catalogue of Life.